# 인디고에이드
인디고에이드(1997년 ~)는 대한민국의 가수다. 2018년 싱글 앨범 [I.E.O]로 데뷔했다.

## 학력
- 홍익대학교 시각디자인

## 방송
- 쇼미더머니 8 (2019) - Top87
- 쇼미더머니 10 (2021) - 1차 예선 탈락
- 쇼미더머니 11 (2022) - Top108

## 경력
- 댓사인즈 컴피티션 top4 (2017)